# Loudon Love
Loudon Love (nacido Loudon Love Vollbrecht, Geneva, Illinois; 21 de abril de 1998) es un baloncestista estadounidense que pertenece a la plantilla de los Raptors 905 de la NBA G League canadiense. Con 2,03 metros de estatura, juega en la posición de pívot. 

## Trayectoria deportiva

### Universidad
Jugó cuatro temporadas con los Raiders  de la Universidad Estatal Wright, en las que promedió 14,9 puntos, 9,4 rebotes, 1,3 asistencias y 1,2 tapones por partido, fue elegido freshman del año de la Horizon League en su primera temporada, y en las dos últimas Jugador del Año de la conferencia.

#### Estadísticas
| Año     | Equipo       | PJ  | PT  | MPP  | %TC  | %3P  | %TL  | RPP  | APP | ROB | TPP | PPP  |
| ------- | ------------ | --- | --- | ---- | ---- | ---- | ---- | ---- | --- | --- | --- | ---- |
| 2017–18 | Wright State | 35  | 35  | 27.8 | .533 | .000 | .541 | 9.7  | 1.1 | .8  | 1.0 | 12.9 |
| 2018–19 | Wright State | 34  | 33  | 27.0 | .498 | -    | .625 | 8.2  | 1.0 | .6  | .9  | 15.1 |
| 2019–20 | Wright State | 27  | 27  | 26.5 | .488 | -    | .564 | 9.7  | 1.4 | .8  | 1.5 | 15.9 |
| 2020–21 | Wright State | 24  | 24  | 28.1 | .564 | -    | .670 | 10.1 | 1.9 | .9  | 1.3 | 16.6 |
| Total   | Total        | 120 | 119 | 27.3 | .518 | .000 | .595 | 9.4  | 1.3 | .8  | 1.2 | 14.9 |

### Profesional
Tras no ser elegido en el Draft de la NBA de 2021, el 16 de julio  firmó su primer contrato profesional con el Stade Rochelais de la Nationale Masculine 1 en Francia, pero no llegó a debutar para el equipo. Fue seleccionado posteriormente en la décima posición del Draft de la NBA G League de 2021 por los Texas Legends. Jugó 22 partidos, en los que promedió 8,4 puntos y 7,1 rebotes, Pero el 31 de enero de 2022 fue despedido después de sufrir una lesión en la rodilla que puso fin a la temporada.
No regresó a las pistas hasta que el 30 de octubre de 2023 firmara por los Memphis Hustle. Allí acabó la temporada promediando 8,2 puntos y 4,4 rebotes por partido.
El 4 de abril de 2024 firmó con el Carpegna Prosciutto Basket Pesaro de la Lega Basket Serie A italiana.
El 13 de mayo de 2024 firmó con los Niagara River Lions de la Canadian Elite Basketball League.
El 9 de octubre de 2024, sus derechos son adquiridos por Capitanes de Ciudad de México en un triple acuerdo con Memphis Hustle y Rio Grande Valley Vipers. El 20 de febrero de 2025 firmó con Cleveland Charge. El 7 de marzo fueron traspasados sus derechos a los Raptors 905.